# ألفرد روبنسون
ألفرد روبنسون (بالإنجليزية: Alfred Robinson)‏ (1 يناير 1916 في المملكة المتحدة - ) هو لاعب كرة قدم بريطاني في مركز الهجوم. لعب مع بولتون واندررز ونادي يورك سيتي ونادي سكاربورو وWashington F.C. ‏.